# Château de Promenois
Le château de Promenois est un château du XVIIIe siècle situé à Jouey (Côte-dOr) en Bourgogne-Franche-Comté.

## Localisation
Le château est situé au nord-ouest d'Arnay-le-Duc, entre Jouey et Clomot sur la RD 117a au hameau de Promenois.

## Historique
Selon une tradition locale contestée, le château est édifié au XVIIIe siècle sur l’emplacement d’un site gallo-romain auquel une maison-forte aurait succédé au  XIVe siècle. Sur le cadastre de 1841, il semble fortifié avec vestiges de fossés et tourelles d'angles[réf. souhaitée].

## Architecture
Le bâtiment est un corps de logis à six travées de deux niveaux. Récemment restauré, il a retrouvé son décor Régence. Il conserve deux tours rondes sur sa façade arrière et d'autres transformées en colombiers. Une partie des douves en eau s'étire le long des vieux bâtiments flanqués d'une tour carrée tandis que d'imposants communs complètent le domaine.

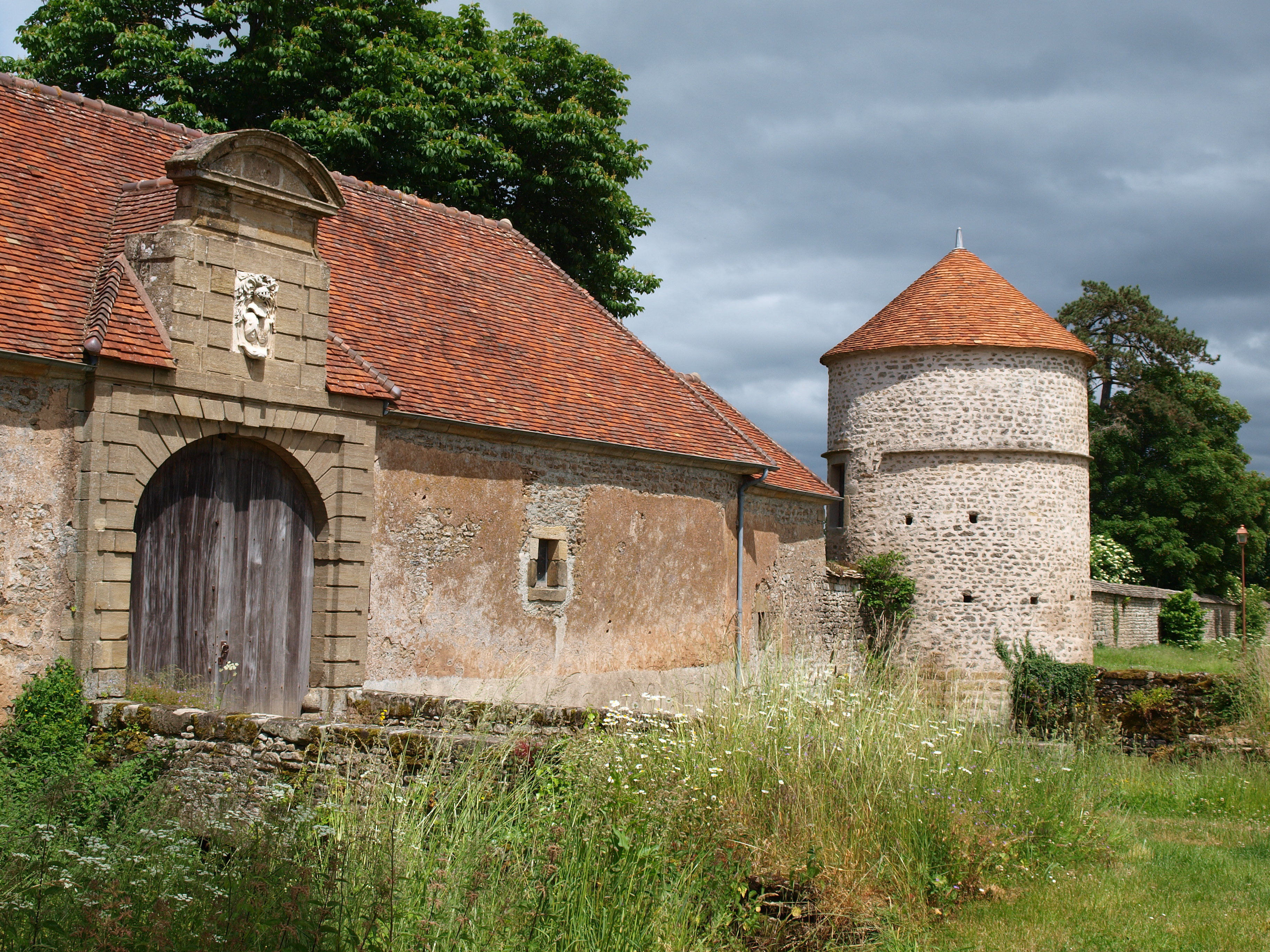
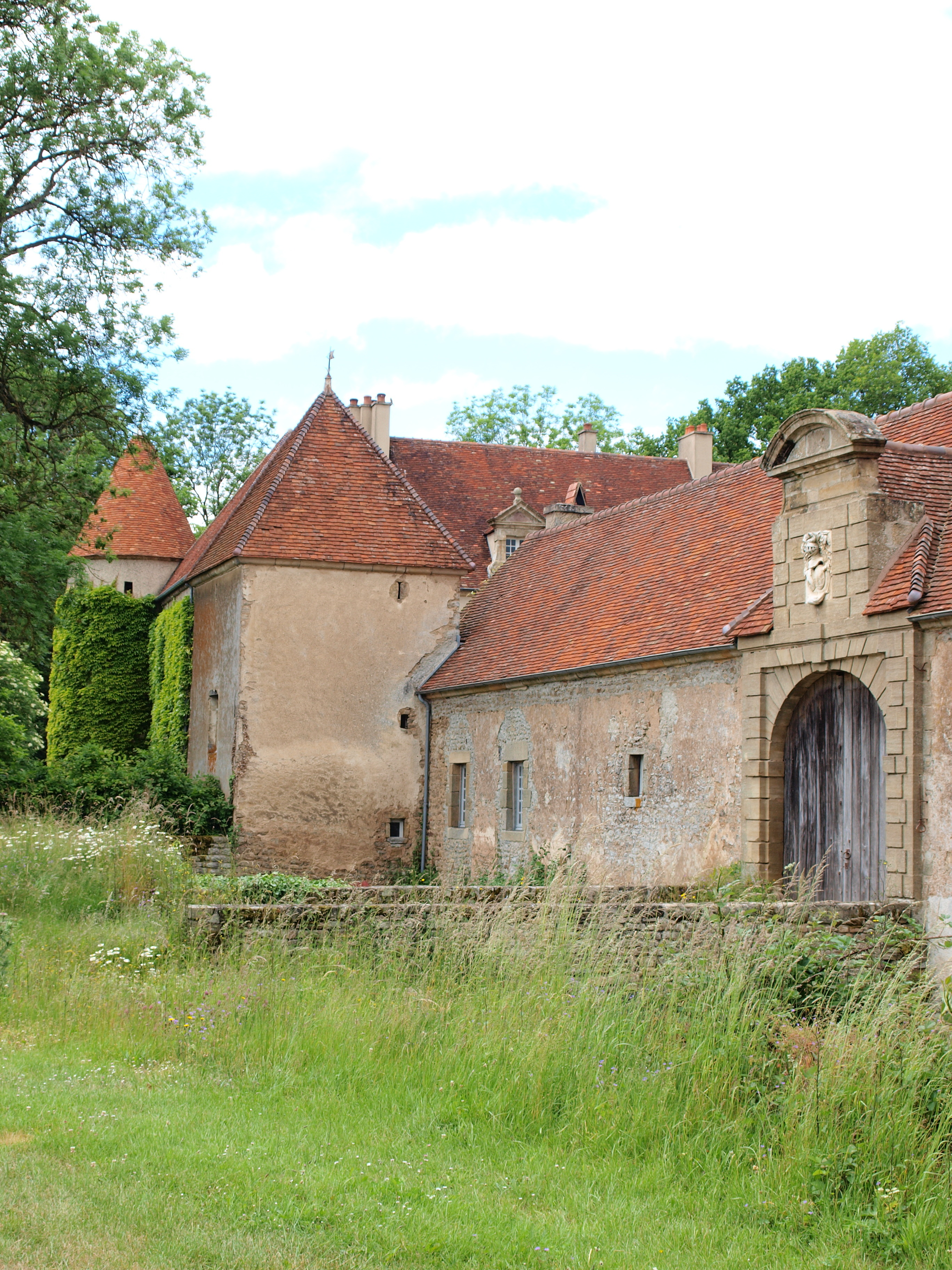
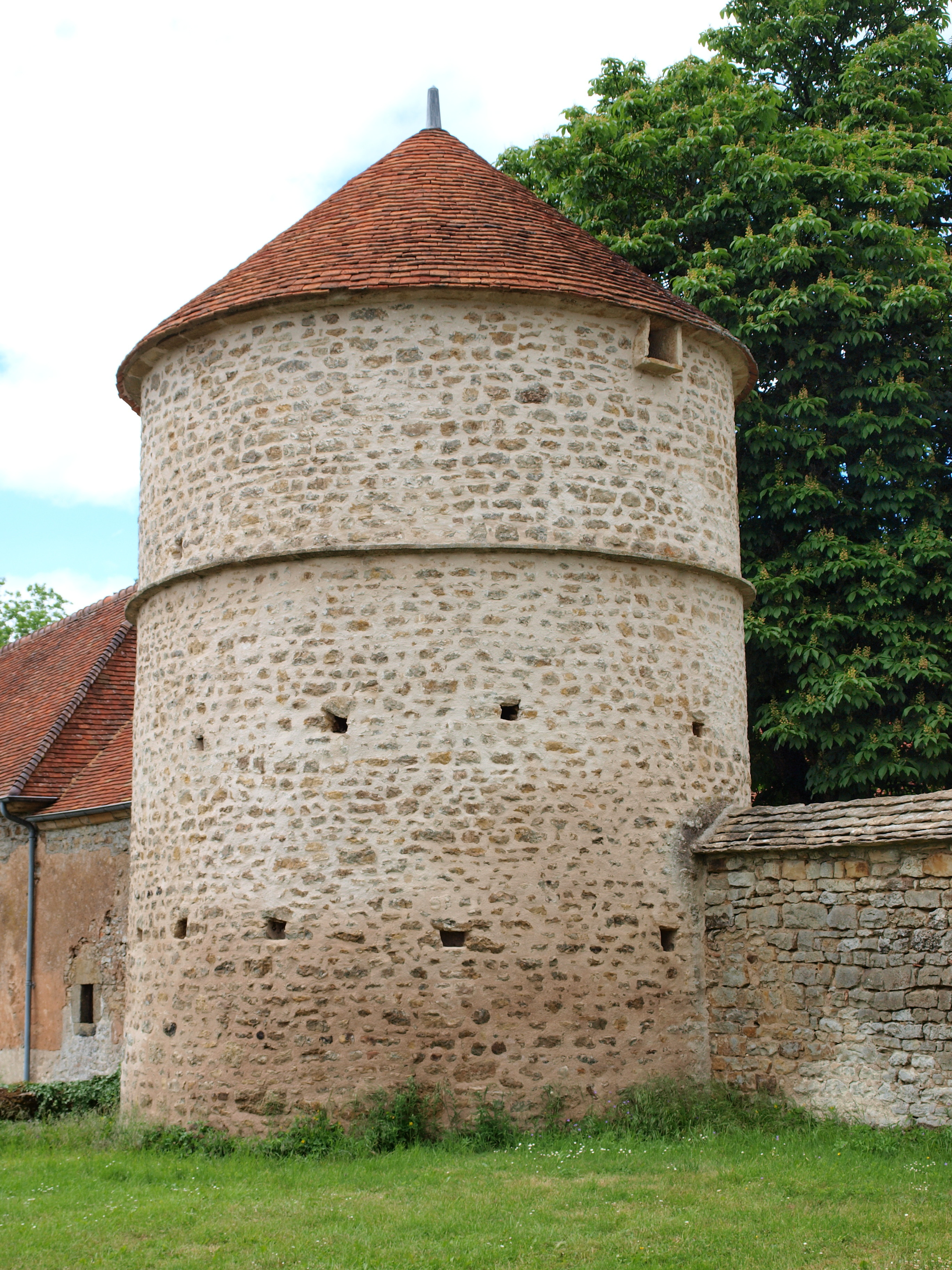
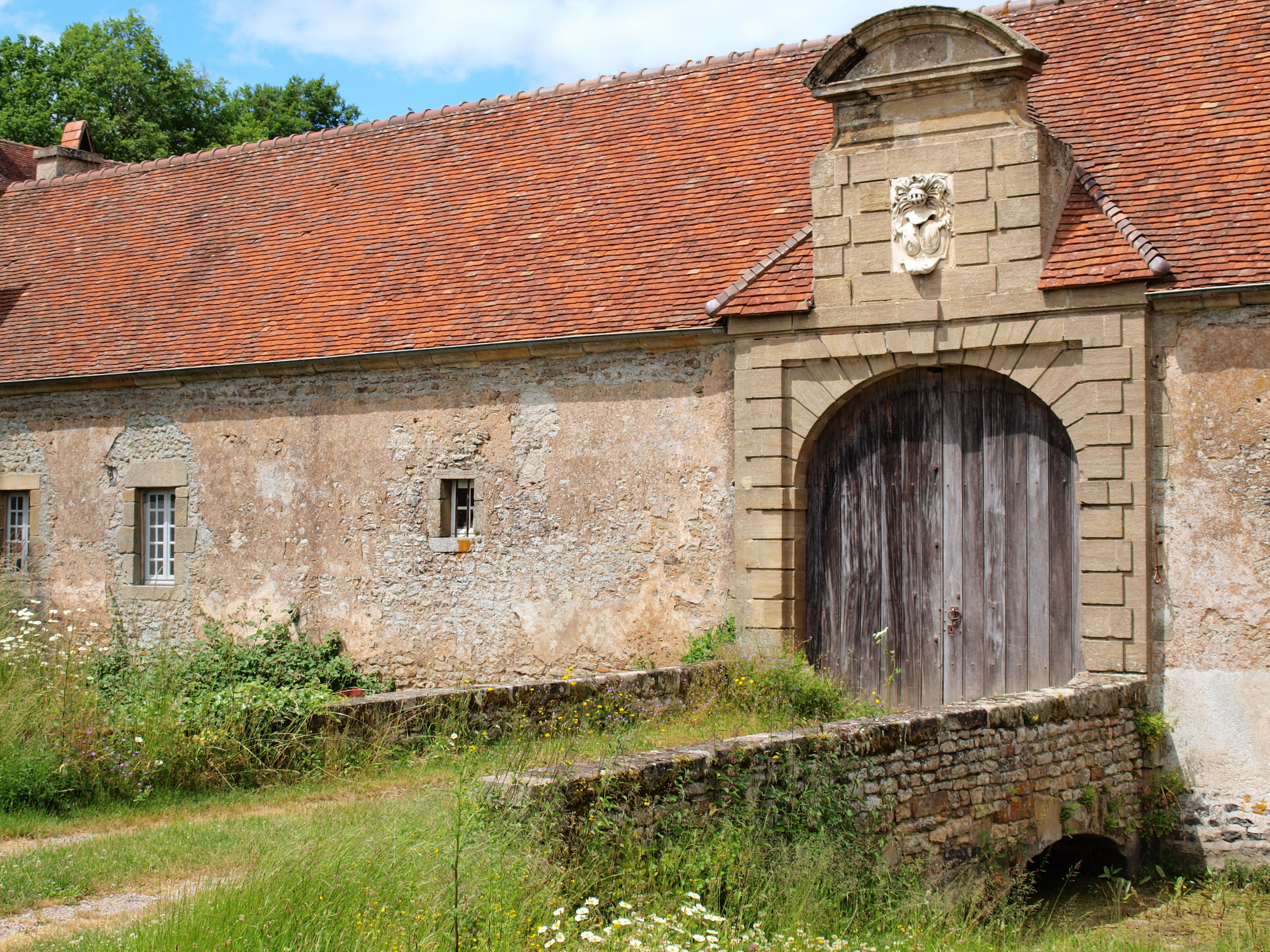

Les façades et les toitures du château et des communs ainsi que les deux tours qui les flanquent sont inscrits au titre des monuments historiques par arrêté du 17 décembre 1976

## Valorisation du patrimoine
Le château de Promenois est un lieu de résidence pour des musiciens, accueillis depuis la fin des années 1980 par les propriétaires, un couple de philanthropes suisses, Dorothea et Georg Fankhauser.